# 야히코선
야히코선(일본어: 弥彦線, やひこせん)은 일본 니가타현 니시칸바라군 야히코촌의 야히코역과 산조시의 히가시산조역을 잇는 동일본 여객철도(JR 동일본)의 철도 노선이다.

## 개요
야히코 선은 야히코 신사에서는 참배 노선과 신에쓰 본선과 에치고선을 잇는 노선, 그 위에 산조, 쓰바메의 양쪽 도시의 통근 노선으로서의 역할을 가진다.
전선이 니가타 지사의 관할이다. 그리고 IC 카드 Suica의 니가타 지역에 포함되어 있다.
라인 컬러는 ■ 보라색. 단 역명 표에서는 야히코 신사의 도리이를 이미지해서 빨강, 야히코 선 전용 차량은 황색을 사용하고 있다.

## 운영
전 열차가 완행 열차이며 정기 열차는 야히코역 - 요시다역 간에서 1일 12 왕복, 요시다역 - 히가시산조역 간에서 1일 14왕복 설정되고 있다(1 - 2시간에 1본). 그 밖에 부정기 열차의 설정이 있다. 일부 열차는 에치고선과 직통 운전을 하고 있다.
전선으로 야히코 선 전용의 황색을 주체의 도장을 한 115계 전동차의 2량 편성이 사용된다. 일부 열차를 제외해 원맨 운전된다(차장이 없음). 요시다역 - 히가시산조역 간에서는 산조시, 쓰바메시의 통근, 통학의 수송력을 확보하기 위해 일부 열차가 115계 전동차 3 - 6량 편성이 사용된다(차장이 승무한다). 원맨 운전시는 야하기역, 니시쓰바메역, 쓰바메산조역의 3역에서는 선두 차량의 제일 전의 문 밖에 열지 않는다.
요시다 역에서의 에치고선, 히가시산조 역에서의 신에쓰 본선과의 환승은 비교적 좋다.

## 차량
- 115계 전동차 - 니가타 차량 차량 센터 소속.

## 역사
야히코 선은 에치고선과 함께 에치고 철도에 의해 건설되었다. 니시요시다 역(현재의 요시다 역) - 야히코역 간은 이야히코 신사으로의 참배 철도로서 1916년에, 니시요시다 역 - 이치노키도 역(현재의 히가시산조역) 간은 현재의 에치고선과 신에쓰 본선을 잇는 노선으로서 1922년부터 1925년에 걸쳐서 개통해 게다가 에치고나가사와 역까지 연장되었다. 후쿠시마현 내까지 연장하는 계획이 있었지만, 국유화되며 계획은 꺼졌다.
히가시산조 역 - 에치고나가사와 역 간(통칭 야히코토우 선)은 연선인구가 적다고 하는 것과 노선자체가 중심지로부터 벗어나고 있는 것부터 태평양 전쟁전부터 승객이 침체. 태평양 전쟁시대에 자원 난에 의해 휴지, 궤도가 철거되었다. 태평양 전쟁 후에 영업이 재개되었지만 승객이 적어 1985년에 폐지되었다.

### 연표
- 1916년 10월 16일 - 에치고 철도 니시요시다 역 - 야히코역 간 개통. 야하기 정류소, 야히코 역 개업.
- 1922년 4월 20일 - 에치고 철도 니시요시다 역 - 쓰바메역 간 개통. 쓰바메 역 개업.
- 1925년 4월 10일 - 에치고 철도 쓰바메 역 - 이치노키도 역 간 개통. 기타산조역 개업.
- 1926년 8월 15일 - 이치노키도 역을 히가시산조 역으로 개칭.
- 1927년
  - 7월 31일 - 에치고 철도 히가시산조 역 - 에치고나가사와 역 간 개통. 에치고오사키 역, 오우라역, 에치고나가사와 역 개업.
  - 10월 1일 - 에치고 철도의 국유화에 의해 야히코 역 - 에치고나가사와 역 간이 야히코선이 된다. 야하기 정류소를 역에 승격.
- 1944년 10월 16일 - 히가시산조 역 - 에치고나가사와 역 간 휴지.
- 1946년 10월 1일 - 히가시산조 역 - 에치고나가사와 역 간 영업 재개.
- 1954년 12월 25일 - 니시쓰바메역 개업.
- 1959년 10월 1일 - 니시요시다 역을 요시다 역으로 개칭.
- 1960년
  - 7월 25일 - 야히코 역 - 요시다 역 간의 화물 영업을 폐지.
  - 12월 15일 - 히가시산조 역 - 에치고나가사와 역 간의 화물 영업을 폐지.
- 1982년 11월 15일 - 쓰바메산조역 개업.
- 1984년
  - 1월 20일 - 화물 영업을 폐지.
  - 4월 8일 - 야히코 역 - 히가시산조 역 간 전화.
- 1985년 4월 1일 - 히가시산조 역 - 에치고나가사와 역 간 폐지. 에치고오사키 역, 오우라 역, 에치고나가사와 역 폐지.
- 1987년 4월 1일 - 국철 문할 민영화에 의해 동일본 여객철도의 노선이 된다.
- 1997년 9월 15일 - 쓰바메산조 역 - 히가시산조 역 간 고가화. 히가시산조 역 부근의 루트를 변경.
- 2008년 3월 15일 - 선내 각 역에서 IC 카드 Suica 서비스를 시작.

## 역 목록
- 폐지 구간을 포함해 전선 니가타현에 위치한다.
- 폐지 구간을 포함해 누계 거리는 야히코에서의 거리.

| 역 이름    | 일본어 이름 | 역간 거리 (km) | 누계 거리 (km) | 접식 노선                            | 소재지                |
| ---------- | ----------- | -------------- | -------------- | ------------------------------------ | --------------------- |
| 야히코     | 弥彦        | -              | 0.0            |                                      | 니시칸바라군 야히코촌 |
| 야하기     | 矢作        | 2.3            | 2.3            |                                      | 니시칸바라군 야히코촌 |
| 요시다     | 吉田        | 2.6            | 4.9            | 동일본 여객철도: 에치고선(직통 있음) | 쓰바메시              |
| 니시쓰바메 | 西燕        | 3.1            | 8.0            |                                      | 쓰바메시              |
| 쓰바메     | 燕          | 2.3            | 10.3           |                                      | 쓰바메시              |
| 쓰바메산조 | 燕三条      | 2.6            | 12.9           | 동일본 여객철도: 조에쓰 신칸센       | 산조시                |
| 기타산조   | 北三条      | 2.5            | 15.4           |                                      | 산조시                |
| 히가시산조 | 東三条      | 2.0            | 17.4           | 동일본 여객철도: 신에쓰 본선         | 산조시                |

### 폐지 구간
- 1985년 4월 1일 폐지
- 사업자명과 소재지의 자치단체명은 폐지 당시의 물건.

| 역 이름        | 일본어 이름 | 역간 거리 (km) | 누계 거리 (km) | 접식 노선                 | 소재지                   |
| -------------- | ----------- | -------------- | -------------- | ------------------------- | ------------------------ |
| 히가시산조     | 東三条      | -              | 17.4           | 일본국유철도: 신에쓰 본선 | 산조시                   |
| 에치고오사키   | 越後大崎    | 2.0            | 19.4           |                           | 산조시                   |
| 오우라         | 大浦        | 3.0            | 22.4           |                           | 미나미칸바라군 시타다 촌 |
| 에치고나가사와 | 越後長沢    | 2.9            | 25.3           |                           | 미나미칸바라군 시타다 촌 |

### 과거의 접속 노선
- 쓰바메역: 니가타 교통 전철선 - 쓰키가타 역 - 쓰바메 역 간 1993년 8월 1일 폐지.[* 2]

1. ↑  현재는 산조 시이 되고 있다(2005년 5월 1일부터).
2. ↑  1999년 4월 5일 전선 폐지.